# Vladímir Artémiev
Vladímir Andréievitx Artémiev (rus: Владимир Андреевич Артемьев) va ser un científic soviètic rus de coets al Laboratori de Dinàmica de Gasos i va ser un dels inventors del Katiuxia, utilitzat durant la Segona Guerra Mundial. El primer coet propulsat per pols de trotil-piroxilina sense fum es va llançar sota la seva direcció el 1928.

## Biografia

### Joventut i servei a l'Exèrcit Imperial Rus
Vladímir Artémiev va néixer el 6 de juny (calendari gregorià, 24 de juny) de 1885 en una família noble; el seu pare era oficial militar. El 1925, Vladimir es va graduar al 1r Gymnasium de Sant Petersburg i es va presentar voluntari a la guerra russo-japonesa. Pel seu valor va ser guardonat amb la Creu de Sant Jordi de 4a classe i ascendit al rang de sotsoficial.
El 28 de juny (calendari gregorià; 15 de juny) de 1908 es va graduar de l'escola militar amb el grau de 2n lloctinent i va rebre l'encàrrec de la unitat d'artilleria de la fortalesa de Brest. Allà es va dirigir a la sala de càrrega i va participar en experiments amb bengales. Va instal·lar set bengales d'alumini amb paracaigudes en un cap de coet; la seva invenció va superar diversos coets estàndard en la potència il·luminadora. El 12 de setembre (calendari gregorià; 31 d'agost) de 1908 fou ascendit al rang de tinent. Després va treballar com a enginyer en cap de tecnologia al GRAU.

### Enginyeria de coets
Després de la Revolució d’Octubre, Artémiev no va sortir del país. El 1920 va conèixer Nikolai Tikhomirov (Николай Иванович Тихомиров) i aviat es va convertir en el seu principal ajudant. A la primavera de 1920, Tikhomirov i Artémiev van equipar un petit laboratori al carrer Tikhvinskaya de Moscou i van dur a terme una sèrie d'experiments amb pólvora de carbó vegetal. Els científics van finançar la investigació amb els seus propis diners per donar suport al laboratori que van fabricar i van vendre joguines i suplements de bicicletes. El març de 1921 Tikhomirov va decidir modificar el laboratori i dedicar-se a l'enginyeria de coets. El seu principal interès era el coet de combustible sòlid: el mateix any, els científics van començar a treballar en projectils aeris.
El 22 de setembre de 1922, Vladímir Artémiev va ser arrestat acusat d'espionatge, inacció i negligència per soscavar el subministrament d'artilleria i projectils a l'Exèrcit Roig. Sota la decisió del Consell Especial de la NKVD del 10 de juny de 1923, va ser condemnat a 3 anys al camp de treball de Solovkí (SLON).
El 1924, Artémiev va ser alliberat del camp i va tornar a treballar al laboratori de Tikhomirov. El mateix any es va oferir a construir càrregues de combustible a partir de pólvora sense fum a base de dissolvents no volàtils. El 1925 el laboratori es va traslladar a Leningrad. El 3 de març de 1928 es va provar el primer coet sobre un propel·lent sense pólvora sense fum en una de les zones d’entrenament properes a Leningrad. Segons Artémiev, aquesta configuració es va convertir en el prototip dels míssils de Katiuxia(Катю́ша). El juliol de 1928 el laboratori va passar a denominar-se Laboratori de Dinàmica de Gasos (Газодинамическая лаборатория, GDL) del Consell Militar Revolucionari. Després de la defunció de Nikolay Tikhomirov, Boris Petropavlovsky (Борис Сергеевич Петропавловский), es va convertir en el seu nou cap; el 1931 fou substituït per Nikolai Il'in (Николай Яковлевич Ильин). Des d'aquest any, el laboratori ha estat sotmès al Cap d'Armaments del Personal Tècnic de l'Oficina d'Invencions Militars de l'Exèrcit Roig. El 1932, Ivan Kleymyonov (Иван Терентьевич Клеймёнов) va ser destinat al lloc de director. El setembre de 1933, el Grup d’Estudi de Propulsió per Reacció (Группа изучения реактивного движения, GIRD) i el GDL es van fusionar en el Institut de Recerques Científiques de Motors a Reacció (Реактивный институт, RNII). Artémiev va dissenyar coets RS-82 estabilitzats amb aletes esteses. El 1937-1938, els avions Polikàrpov I-15, Polikàrpov I-16, Polikàrpov I-153 estaven equipats amb projectils propulsats a reacció. L'estiu de 1939 els coets RS-82 es van utilitzar amb èxit als combats de la batalla de Khalkhin Gol.
En 1938-1941, en l'Institut de Recerca 3 sota el constructor cap Andrei Kostikov (Андрей Григорьевич Костиков), els enginyers Ivan Gvay (Иван Исидорович Гвай), Vladimir Galkovsky (Владимир Николаевич Галковский), Aleksei Pavlenko (Алексей Петрович Павленко), R. I. Popov, N. I. Tikhomirov, i Vladímir Artémiev van dissenyar un llançador de míssils de càrregues múltiples muntat en un camió. Artémiev es va encarregar de la construcció dels coets. El 23 de març de 1943 va ser guardonat amb el Premi Stalin de 1a classe en honor de les seves importants millores en els tubs de morter i les municions.
Durant la Segona Guerra Mundial, Artémiev va continuar treballant com a enginyer militar. El 1945, amb S. F. Fonaryov, va co-crear un morter antisubmarí amb míssils propulsats per coets de profunditat. Després de la guerra, Artémiev va continuar treballant en la construcció de coets en instituts i laboratoris de recerca.
Vladímir Artémiev va morir l'11 de setembre de 1962. Les cendres es van col·locar al columbari del Cementiri de Novodévitxi.

## Premis
- L'Orde de la Bandera Roja del Treball (24 de novembre de 1942);[12]
- L'Orde de l'Estrella Roja de 1a classe (18 de novembre de 1944);[13]
- El Premi Stalin de 2a classe (23 de març de 1941);[3]
- El Premi Stalin de 1a classe (23 de març de 1943).[3]
- La Medalla per la Tasca Meritòria durant la Gran Guerra Patriòtica de 1941-1945

## Eponímia
El cràter lunar Artem'ev situat a la cara oculta de la Lluna va rebre el nom del científic.